# Зилбалодис, Гинтс
Гинтс Зилбалодис (латыш. Gints Zilbalodis, род. 13 апреля 1994 год, Рига, Латвия) — латвийский кинорежиссёр, кинопродюсер, художник-аниматор, композитор и сценарист. Получил известность благодаря своим полнометражным мультфильмам «Таинственный остров» (2019) и «Поток» (2024).

## Биография

### Ранние годы
Гинтс — сын художницы матери и скульптора отца. Он заинтересовался кинопроизводством как средством выражения своих мыслей; он заявил, что ему трудно выражать свои эмоции внешне. Он решил не поступать в университет, так как в Латвии не было школ анимации, и вместо этого самостоятельно обучался анимации, звуковому дизайну и музыкальной композиции.

### Карьера

Статуэтка премии «Оскар», полученная Зилбалодисом, выставлена в Латвийском национальном художественном музее.

В 2019 году, после работы над короткометражными анимационными фильмами, создал первый полнометражный мультфильм под названием «Таинственный остров», который сам срежиссировал и озвучил. Музыка к фильму была номинирована на премию Энни, также фильм удостоился премии на Международном фестивале анимационных фильмов в Анси и ряде других фестивалей.
В 2024 году выпущен второй полнометражный мультфильм «Поток», который в том же году был показан на Каннском кинофестивале. Данная работа впервые была создана при сотрудничестве коллег, так как все предыдущие работы были созданы именно им самим. Гинтс получил множество различных наград и премий, в том числе за лучший анимационный полнометражный фильм на церемонии «Золотой глобус» и «Оскар» за лучший анимационный фильм.

## Творчество

### Полнометражные работы
- 2019 — Таинственный остров (мультфильм)
- 2024 — Поток (мультфильм)

### Короткометражные работы
- 2010 — Rush
- 2012 — Aqua
- 2014 — Prioritātes
- 2015 — Followers
- 2015 — Inaudible
- 2017 — Oasis

## Достижения
- Командор ордена Трёх звёзд (2 апреля 2025 года)[9].
- Почётная грамота Кабинета Министров Латвии (29 октября 2024 года)[10].

| Год  | Премия                                               | Категория                                                              | Номинация           | Результат | Источник      |
| ---- | ---------------------------------------------------- | ---------------------------------------------------------------------- | ------------------- | --------- | ------------- |
| 2019 | Международный фестиваль анимационных фильмов в Анси  | Лучший полнометражный фильм                                            | Таинственный остров | Победа    | [ 11 ]        |
| 2019 | Большой Кристап                                      | Лучший анимационный полнометражный фильм                               | Таинственный остров | Победа    | [ 12 ]        |
| 2019 | Страсбургский кинофестиваль европейской фантастики   | Лучший анимационный фильм                                              | Таинственный остров | Победа    | [ 13 ]        |
| 2019 | Страсбургский кинофестиваль европейской фантастики   | Лучший европейский фантастический полнометражный фильм                 | Таинственный остров | Номинация | [ 13 ]        |
| 2020 | Энни                                                 | Премия «Энни» за лучшую музыку в анимационном полнометражном фильме    | Таинственный остров | Номинация | [ 14 ]        |
| 2020 | Вильнюсский международный кинофестиваль «Весна кино» | Новая Европа — Конкурс Новых Имён                                      | Таинственный остров | Номинация |               |
| 2024 | Международный фестиваль анимационных фильмов в Анси  | Лучший                                                                 | Поток               | Номинация | [ 15 ]        |
| 2024 | Каннский кинофестиваль                               | Особый взгляд                                                          | Поток               | Номинация | [ 5 ]         |
| 2025 | Оскар                                                | Премия «Оскар» за лучший анимационный полнометражный фильм             | Поток               | Победа    | [ 8 ]         |
| 2025 | Энни                                                 | Премия «Энни» за лучшую режиссуру в анимационном полнометражном фильме | Поток               | Номинация | [ 16 ]        |
| 2025 | Энни                                                 | Премия «Энни» за лучший сценарий в анимационном полнометражном фильме  | Поток               | Победа    | [ 16 ]        |
| 2025 | Премия Британской Академии в области кино            | Премия BAFTA за лучший анимационный фильм                              | Поток               | Номинация | [ 17 ]        |
| 2025 | Премия Британской Академии в области кино            | Лучший детский и семейный фильм                                        | Поток               | Номинация | [ 17 ]        |
| 2025 | Золотой глобус                                       | Премия «Золотой глобус» за лучший анимационный полнометражный фильм    | Поток               | Победа    | [ 18 ]        |
| 2025 | Независимый дух                                      | Премия «Независимый дух» за лучший иностранный фильм                   | Поток               | Победа    | [ 19 ] [ 20 ] |
| 2025 | Большой Кристап                                      | Лучший анимационный фильм                                              | Поток               | Победа    | [ 21 ]        |
| 2025 | Большой Кристап                                      | Лучший режиссёр анимационного полнометражного фильма                   | Поток               | Победа    | [ 21 ]        |
| 2025 | Большой Кристап                                      | Лучший сценарист                                                       | Поток               | Победа    | [ 21 ]        |
| 2025 | Большой Кристап                                      | Лучший композитор                                                      | Поток               | Победа    | [ 21 ]        |
| 2025 | Большой Кристап                                      | Лучший звукорежиссёр                                                   | Поток               | Победа    | [ 21 ]        |